# Dirigismus
Unter Dirigismus versteht man die vollständige zentrale Lenkung der gesamten Volkswirtschaft durch den Staat mit dem Instrument der Planwirtschaft. Gegensätze sind das Laissez-faire des Wirtschaftsliberalismus oder die Marktwirtschaft.

## Allgemeines
Das Wort ist als Lehnwort aus „Lenkung, Leitung, Beherrschung“ (französisch dirigisme) entstanden und besitzt eine abwertende Konnotation, die das Streben nach Kontrolle, Steuerung oder Lenkung gesellschafts-, sozial- oder wirtschaftspolitischer Prozesse zum Inhalt hat. Beim Dirigismus greifen der Staat, also seine Regierung und die öffentliche Verwaltung, systematisch und dauerhaft in das Marktgeschehen durch Planwirtschaft ein. 

## Organisation
Der Staat ergreift Maßnahmen, die über die Gestaltung der gesetzlichen und ökonomischen Rahmenbedingungen des Wirtschaftens (Ordnungspolitik) hinausgehen und in die Wirtschaftsprozesse eingreifen (Prozesspolitik). Er bestimmt über die Verfügbarkeit der Produktionsfaktoren Boden, Arbeit und Kapital. Grund und Boden sowie die Produktionsmittel befinden sich (weitgehend) im Staatseigentum, Arbeit und Kapital werden durch Zentralverwaltungswirtschaft gesteuert. Eine detailfreudige Planwirtschaft sorgt für die Beeinflussung der Preisbildung durch Preiskontrolle (Mindestpreise, Höchstpreise und Produktionsquoten). Eine umfangreiche Bürokratie sorgt für umfassende Kontrollen, der Außenhandel unterliegt Handelsbeschränkungen (etwa Einfuhrkontingenten und Exportbeschränkungen), es finden Kapitalverkehrskontrollen und Devisenbewirtschaftung statt. Weitere Beispiele sind Lohn- und Preisstopps, gesetzlich festgelegte Mindestlöhne, Investitionslenkung oder bürokratische Marktregulierungen.

## Abgrenzung
Die Abgrenzung der Begriffe Dirigismus und Interventionismus ist seit der Veröffentlichung von Wilhelm Röpke über den Staatsinterventionismus aus dem Jahre 1929 geklärt. Danach bezeichnet der Begriff Interventionismus die Gesamtheit der wirtschaftspolitischen Maßnahmen im Rahmen einer marktwirtschaftlich orientierten Wirtschaftsordnung, der Begriff Dirigismus kennzeichnet dagegen alle Maßnahmen im Rahmen einer planwirtschaftlich organisierten Wirtschaftsordnung. Dirigismus und Interventionismus sind wirtschaftspolitische Instrumente, mit denen der Staat die Möglichkeit hat, das Marktgeschehen nach seinen Staatszielen auszurichten. Der Interventionismus bezeichnet wirtschaftspolitische Maßnahmen zur Beeinflussung volkswirtschaftlicher Globalgrößen wie etwa der Erwerbstätigkeit, Einkommensverteilung, Marktanteile oder soziale Sicherung. Im Gegensatz zum Dirigismus greift der Staat beim Interventionismus nur punktuell in den Wirtschaftsablauf durch Ordnungs-, Finanz-, Konjunktur- oder Strukturpolitik ein.